# Gare de Bourges
Gare de Bourges vasútállomás Franciaországban, Bourges településen.

## Vasútvonalak
Az állomást az alábbi vasútvonalak érintik:
- Vierzon-Saincaize-vasútvonal
- Bourges-Miécaze-vasútvonal
- Auxy - Juranville-Bourges-vasútvonal

## Kapcsolódó állomások
A vasútállomáshoz az alábbi állomások vannak a legközelebb:
- Gare de Marmagne (Gare de Vierzon-Ville, Vierzon-Saincaize-vasútvonal)
- Gare de Saint-Florent-sur-Cher (Bourges-Miécaze-vasútvonal)
- Gare de Saint-Germain-du-Puy (Gare de Saincaize, Vierzon-Saincaize-vasútvonal)